# Карранса, Эмилия
Эмилия Карранса (исп. Emilia Carranza; род. 3 августа 1938, Сан-Луис-Потоси) — мексиканская актриса, мастер дубляжа, общественный деятель и преподаватель курсов театрального искусства.

## Биография
Родилась 3 августа 1938 года в Сан Луис Потоси. В мексиканском кинематографе дебютировала в 1958 году и с тех пор снялась в 30 работах в кино и телесериалах. Дважды номинирована на премию TVyNovelas. Также работала и в области дубляжа, кроме этого преподавала курсы театрального искусства, среди её учеников можно выделить Херардо Мургиа.

### Общественная деятельность
В 2007 году стала директором Национальной ассоциации актёров, сместив с этого поста актёра и продюсера Умберто Суриту, в состав которой вошли актёры Рафаэль Инклан, Артуро Беристайн, Исмаэль Ларумбе-младший и плеяда других актёров.

## Фильмография

### Избранные телесериалы
- 1983 — Проклятие — Мария Рейна
- 1985—2007 — Женщина, случаи из реальной жизни
- 1995 — Мария из предместья — Раймунда Роблес
- 1997 — Разлучённые — Инес
- 2000-01 — Личико ангела — директриса детдома
- 2000 — Цена твоей любви — Еланда
- 2004 — Мой грех — в любви к тебе — Пилар
- 2005 — Преграда на пути любви — Жозефина
- 2008-09 — Прямые поставки — Габриэла
- 2008-н. в. — Роза Гваделупе — Малена
- 2010 — Сакатильо, место в твоём сердце — Марта
- 2011-н. в. — Как говорится — Беатрис

## Дубляж

### Зарубежные актрисы, говорившие голосом Эмилии Карранса
- Мэрилин Монро

### Зарубежные фильмы
- Ниагара